# Iglesia de la Inmaculada (La Malahá)
La iglesia de la Inmaculada Concepción es una iglesia parroquial de la localidad española de La Malahá, en Granada. Se trata de un templo del siglo XVI que tiene influencias mudéjares como se puede ver en el alfarje, además de armaduras de madera. Sobre el portón principal nos encontramos la heráldica del Arzobispo de Ávalos, además, en la nave lateral podemos observar retablo barroco y artesonado mudéjar, y también, una cruz de mampostería que indicaba el inicio del viacrucis por el lugar. Se ha fechado la terminación de sus obras en 1532. La capilla de San Vicente, junto a la iglesia, conserva en una urna de cristal el cuerpo del patrón, un guerrero medieval conocido como “la momia de San Vicente”, vestido de romano con casco y espada.